# Rudolf Caracciola
| Rudolf Caracciola                   | Rudolf Caracciola                                  |
| ----------------------------------- | -------------------------------------------------- |
| Rudolf Caracciola 1928.             |                                                    |
| Državljanstvo                       | njemačko (1901. − 1946.) švicarsko (1946. − 1959.) |
| Europsko automobilističko prvenstvo |                                                    |
| Sezone                              | 1931. − 1932., 1935. − 1939.                       |
| Momčadi                             | Mercedes-Benz, Alfa Romeo                          |
| Utrke                               | 26                                                 |
| Prvenstva                           | 3 (1935., 1937., 1938.)                            |
| Pobjede                             | 11                                                 |
| Podiji                              | 18                                                 |
| Prvo startno mjesto                 | 6                                                  |
| Najbrži krugovi                     | 4                                                  |
| Prva utrka                          | Velika nagrada Francuske 1931.                     |
| Prva pobjeda                        | Velika nagrada Njemačke 1932.                      |
| Posljednja pobjeda                  | Velika nagrada Njemačke 1939.                      |
| Posljednja utrka                    | Velika nagrada Švicarske 1939.                     |

Otto Wilhelm Rudolf Caracciola (Remagen, Drugo Njemačko Carstvo, 30. siječnja 1901. - Kassel, Zapadna Njemačka, 28. rujna 1959.) je bio njemački vozač motociklističkih i automobilističkih utrka.
Utrkivanje je započeo na motociklima početkom 1920-ih. Godine 1922. počeo se utrkivati u automobilizmu, gdje ubrzo počinje pobjeđivati. Iako je 1924. upisao ukupno 15 pobjeda, a sljedeće godine pet pobjeda, svakako prva najznačajnija pobjeda stigla je 1926. na prvoj Velikoj nagradi Njemačke na stazi AVUS, kada je u svom Mercedesu s više od tri minute prednosti, pobijedio ispred sunarodnjaka Christiana Rieckena. Natjecao se i na brdskim utrke, na kojima je osvojio naslove prvaka 1930. i 1931.
Nakon što se Mercedes-Benz povukao iz automobilizma početkom 1930-ih zbog velika ekonomske krize, Caracciola je 1932. počeo voziti za Alfa Romeo. Iste godine upisao je i prvu pobjedu u Europskom automobilističkom prvenstvu u Njemačkoj na Nürburgringu, a sezonu je završio na trećem mjestu u konačnom poretku vozača iza momčadskih kolega Baconina Borzacchinija i prvaka Tazija Nuvolarija. Uoči Velike nagrade Monaka 1933. doživio je prvo od tri velika incidenta u svojoj karijeri. Nakon što se i Alfa Romeo početkom godine povukao iz automobilizma, a Louis Chiron dobio otkaz u Bugattiju, on i monogežanin su osnovali momčad Scuderia Chiron/Caracciola. Zbog kvara kočnica na treningu u Monaku, Caracciola, koji se u bolidu nalazio zajedno s Chironom, udario je u zid. Iako je Chiron prošao neozlijeđen, Caracciola je zadobio ozbiljne povrede noge, zbog kojih nije mogao neko vrijeme nastupati na utrkama.
Kada se Europsko automobilističko prvenstvo, koje se nije vozilo 1933. i 1934., ponovo pokrenulo 1935., Caraccioline ozlijede su donekle bile zacijelile, kao i kriza Mercedes-Benza za čiju je momčad Caracciola vozio. Nijemac je pobijedio na četiri od sedam utrka te sezone, te dominantno osvojio prvi naslov prvaka ispred momčadskih kolega Luigija Fagiolija i Manfreda von Brauchitscha. Iako je 1936. otvorio pobjedom na Velikoj nagradi Monaka, Mercedes se te sezone nije mogao nositi s Auto Unionom i Berndom Rosemeyerom, te je Caracciola sezonu završio tek na šestom mjestu konačnog poretka vozača. No već 1937. ponovo dominantno osvaja drugi naslov prvaka pobijedivši na tri (Njemačka, Švicarska, Italija) od četiri utrke te sezone. Sljedeće 1938. ostvaruje samo jednu pobjedu na Bremgartenu, no to ga ne sprječava do osvoji treći naslov prvaka. Posljednje 1939. upisao je pobjedu na Nürburgringu, no sezone je nakon četiri odvožene utrke prekinuta zbog izbijanja Drugog svjetskog rata. Caracciola se u trenutnu prekida sezone nalazio na trećem mjestu ukupnog poretka vozača iza Hermanna Paula Müllera i Hermanna Langa.
Caracciola je rat proveo kod kuće u Luganu sa suprugom Aliceom, a tijekom ratnog stanja, Rudolfu su se ponovo javili veliki bolovi u nozi. Caracciola je od 1932. bio član Nacionalsocijalističkog motornog korpusa, automobilističke organizacije Nacističke stranke, ali nikada član same stranke, iako je Adolfa Hitlera osobno upoznao 1931.
Po završetku rata, Carraciola je odbacio njemačko državljanstvo i uzeo švicarsko. Godine 1946. Joe Thorne, vlasnik jedne momčadi, ga je pozvao da sudjeluje na utrci 500 milja Indianapolisa, ali tijekom treninga Caracciolu je nešto pogodilo u glavu, nakon čega je udario u zid. Vjeruje se da ga je pogodila ptica, koje i danas znaju zalutati na stazu tijekom održavanja utrke, no kako god, Caracciola je dobio težak potres mozga, te je nekoliko dana bio u komi. Utrkivanju se vratio 1952., a na utrci Mille Miglia zajedno s Peterom Kurrleom, osvojio je četvrto mjesto u bolidu Mercedes-Benz 300 SL. Iste godine vozio je na utrci sportskih automobila koja je prethodila Velikoj nagradi Švicarske u Svjetskom prvenstvu Formule 1. U utrci je Caracciola doživio udes sa svojim Mercedesom, pri čemu je slomio noge. Utrka u Švicarskoj označila je definitivan kraj automobilističke karijere za Caracciolu, koji je nakon toga nastavio raditi za Daimler-Benz. Početkom 1959. u Rudolfa su se pojavili prvi znakovi žutice, a 28. rujna iste godine, preminuo je od ciroze jetre. Pokopan je u Luganu, gradu u kojem je proveo većinu svoga života.

## Vanjske poveznice
- Rudolf Caracciola - Driver Database
- Rudolf Carraciola - Racing Sports Cars